# Umluft
Umluft ist Abluft, die in das Luftbehandlungssystem rückgeführt wird und mindestens einem Raum als Bestandteil der Zuluft wieder zugeführt wird, aus dem sie nicht entnommen wurde.
Von der Umluft zu unterscheiden ist die Sekundärluft, die einem Raum entnommen und nach Behandlung demselben Raum wieder zugeführt wird.

## Anwendungen der Umluft
Gebäudeklimaanlage
In der Gebäudeklimatisierung wurde bei der Frischluftversorgung die Außenluft mit Umluft gemischt, um Heiz- oder Kühllasten zu beherrschen. Mit dem Aufkommen effizienter Wärmerückgewinnungssysteme, den Anforderungen aus der Energieeinsparverordnung (EnEV) und zur Erreichung der nötigen Raumluftqualität wird es heutzutage vermieden, verbrauchte (Um)Luft im Kreis zu fahren. Umluft begünstigt in vielen Fällen das Sick-Building-Syndrom und ist immer hinsichtlich Gerüchen, Schadstoffen, Luftqualität und Hygiene (Bakterien, Viren, Pilzsporen) kritisch zu bewerten.
Industrie
In manchen industriellen Verwendungen sollen bestimmte Stoffe nicht in die Außenwelt gelangen. In großen Lackierbetrieben z. B., in chemischen Anlagen oder bei Herstellungsprozessen soll durch Umluft eine Gefährdung der Umwelt vermieden werden. Dazu wird die Umluft permanent mit Kohlefiltern, Zyklonen, Wäschern etc. gereinigt.

## Anwendungen der Sekundärluft
Fahrzeuge
Bei Belüftungsanlagen in Fahrzeugen wird im „Umluftbetrieb“ keine Außenluft zugeführt, um einen gewünschten Temperaturzustand schneller zu erreichen. Dadurch können auch Abgase, Partikel oder Gerüche aus der Umgebung zeitweise vom Eindringen in den Innenraum abgehalten werden.
Backofen
Bei Backöfen ist „Umluft“ eine weitere Betriebsart neben Oberhitze, Unterhitze und Grill, bei der die Luft im Inneren des Ofens durch einen Ventilator verteilt wird.
Dunstabzugshaube
Eine Dunstabzugshaube nimmt beim Kochen die entstehenden Dämpfe (Wrasen) auf und führt diese über einen Filter wieder in den Raum oder direkt ins Freie. In einigen Hauben wird neben Fettfanggittern, Filtermatten auch Aktivkohle oder Ionisation zur Geruchsneutralisation eingesetzt.
Wäschetrockner
Bei Wäschetrocknern unterscheidet man zwischen Ablufttrocknern, die die feuchte Abluft mittels Schlauch direkt ins Freie blasen, und Kondensationstrocknern, die im Umluftbetrieb mittels Kühl- und Heiztechnik die Luft immer wieder verwenden und lediglich das Kondensat abscheiden. In einigen Wäschetrocknern wird die Umluft mittels Ionisation aufbereitet.